# Whitney Museum of American Art
Het Whitney Museum of American Art is een museum voor 20e-eeuwse Amerikaanse kunst in New York, Verenigde Staten.

## Situering

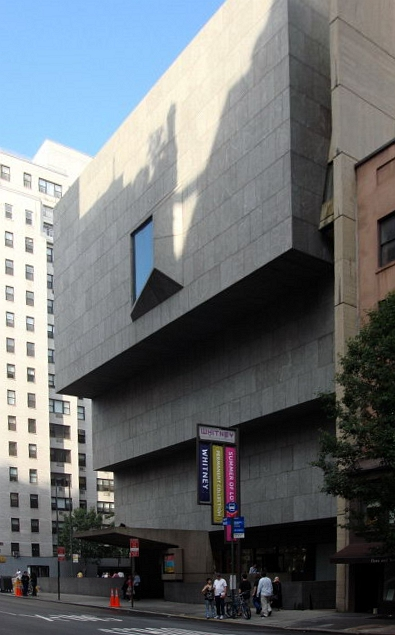
Whitney Museum of American Art van 1966 tot 2014

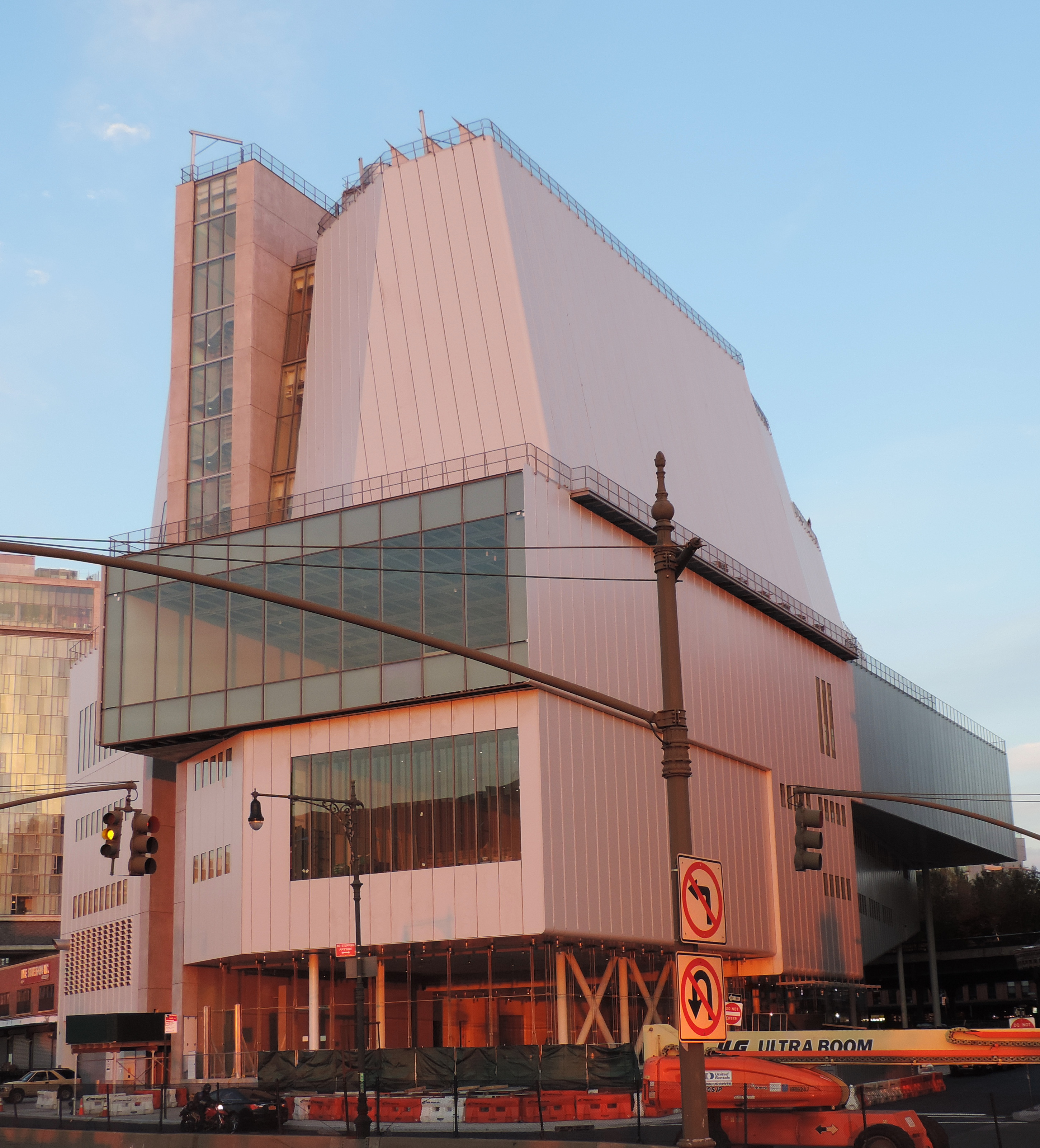
Nieuw museum vanaf 1 mei 2015 aan de Gansevoort Street

Het museum werd in 1931 gesticht door Gertrude Vanderbilt Whitney met 700 werken uit eigen bezit. Van 1966 tot 2014 was het museum gehuisvest aan de Madison Avenue in Manhattans Upper East Side in een gebouw, dat werd ontworpen door de Hongaars-Amerikaanse architect Marcel Breuer. In de jaren 2000 tot 2010 werkte het museum aan omvangrijke uitbreidingsplannen. Ontwerpen van bekende architecten als OMA/Rem Koolhaas, Michael Graves en Renzo Piano hebben niet tot resultaat geleid. Vanaf 1 mei 2015 verhuisde de collectie naar een nieuw gebouw van de hand van architect Renzo Piano naar de Gansevoort Street in The West Village.

## De collectie
De permanente collectie, bestaande uit schilderijen, tekeningen, grafiek, video, foto's en beeldhouwwerken telt meer dan 12.000 werken.
Tot de collectie behoren werken van bekende kunstenaars zoals Edward Hopper, Alexander Calder, Andy Warhol, Jasper Johns, Kenny Scharf, Keith Haring, Jackson Pollock, Willem de Kooning, Dorothea Rockburne en Brice Marden.

## Whitney Biënnale
Iedere twee jaar organiseert het museum de Whitney Biënnale. Deze overzichtstenttoonstelling voor jonge kunst begon als jaarlijks evenement in 1932 en ging verder als biënnale in 1973.

## Studieprogramma
The Whitney Independent Study Program (ISP) werd in 1968 opgericht door Ron Clark. The Whitney ISP heeft geholpen bij de start van de carrières van kunstenaars, critici en kunstcurators. Het programma omvat zowel kunstgeschiedenis als atelierlessen. Elk jaar worden er veertien studenten geselecteerd voor het atelierprogramma, vier voor het curatorprogramma en zes voor het onderzoeksprogramma voor critici. Het betreft een jaarprogramma.
Bekende alumni
- Kathryn Bigelow – 1971
- Mark Dion – 1985
- Johan Grimonprez
- Jenny Holzer – 1976
- Julian Schnabel – 1973